# Figge Art Museum

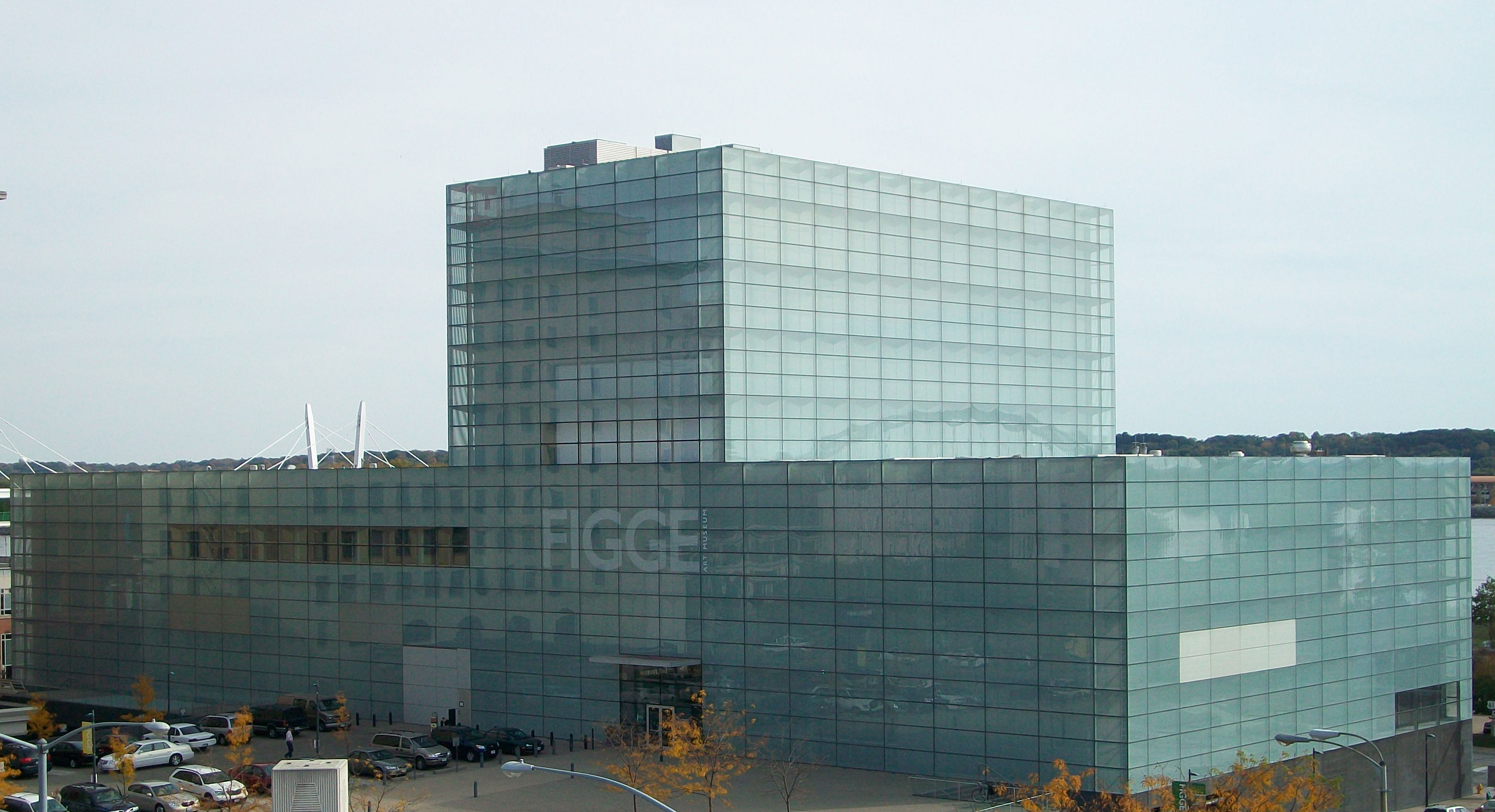
Figge Art Museum, Frontansicht

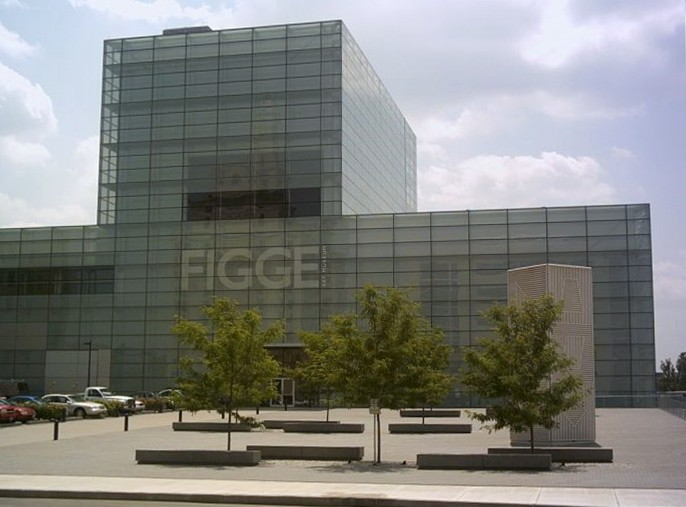
Haupteingang mit Vorplatz

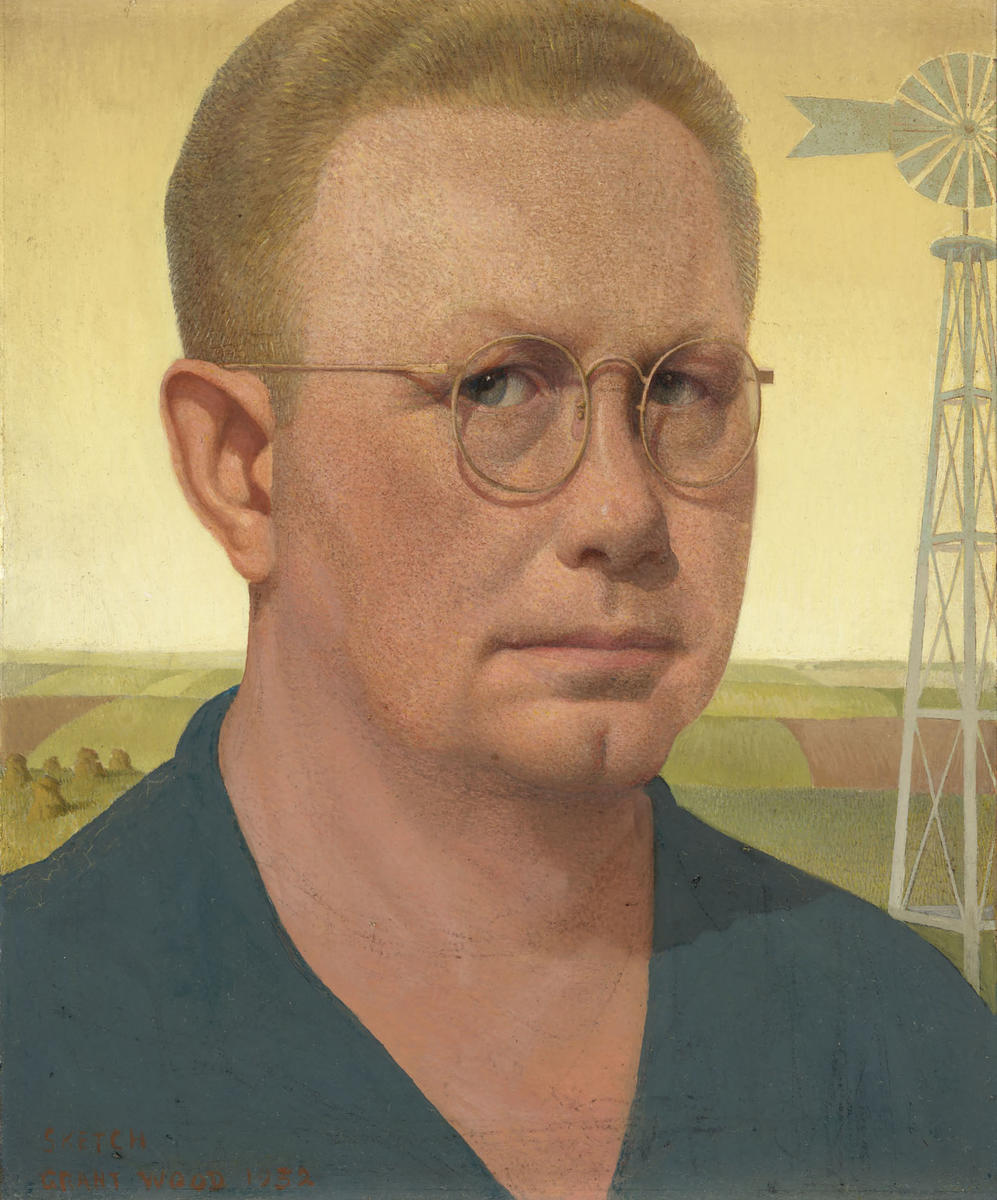
Grant Wood – Selbstporträt, ca. 1925

Das Figge Art Museum ist ein Kunstmuseum in Davenport, Iowa, Vereinigte Staaten.

## Geschichte
Am 6. August 2005 wurde das Museum eröffnet. Es ersetzte das Davenport Museum of Art, welches 1925 als erstes Museum Davenports gegründet wurde. Das neue Gebäude des Figge Art Museums wurde vom englischen Architekten David Chipperfield entworfen. Seinen Namen erhielt das Museum von der V.O. und Elizabeth Kahl Figge Stiftung, die sich mit einer Spende von 13,25 Millionen US$ an den Kosten von insgesamt 46,9 Millionen US$ beteiligte. Das Gebäude wurde oberhalb des 100-Jahres-Höchstwasserstandes errichtet, um es bei Hochwasser des Mississippi vor Schäden zu bewahren und verfügt über eine Fläche von 10.683 m², wovon ein großer Teil zu Ausbildungszwecken verwendet wird. Das Figge Art Museum ist an die Smithsonian Institution angebunden.
Am 17. September 2005 eröffnete die erste Ausstellung unter dem Titel: The Great American Thing: 1915-1935.

## Sammlung
Die ersten Stücke der Sammlung stammten aus einer Spende des früheren Davenporter Bankers und Politikers Charles Ficke (1850–1931), der Kunst aus der ganzen Welt sammelte. Robert E. Harsche, Direktor des Art Institute of Chicago, bescheinigte, keine öffentliche Kunstgalerie in Amerika könne seines Wissens zu ihrer Eröffnung eine derart große Zahl wichtiger Gemälde als Sammlungskern vorweisen. Heute umfasst die Sammlung über 3.500 Gemälde, Skulpturen und Papierarbeiten.
Bekannt ist das Museum vor allem für seine Sammlung haitianischer und neuspanischer Kunst sowie für Kunst aus dem mittleren Westen der USA. Vertreten sind auch Gemälde von Thomas Benton und Grant Wood, u. a. das einzige Selbstporträt Woods. Neben anderen US-amerikanischen Künstlern wie Ansel Adams, Albert Bierstadt, William Merritt Chase, Winslow Homer, Jasper Johns, Robert Rauschenberg, Andy Warhol, James McNeill Whistler und Andrew Wyeth sind im Figge Art Museum auch europäische (u. a. Albrecht Dürer, Francisco de Goya, Thomas Lawrence, Claude Lorrain, Rembrandt, Pierre-Auguste Renoir und Henri de Toulouse-Lautrec) und ostasiatische (z. B.: Hiroshige, Hokusai und Kunisada) Künstler vertreten. Außerdem befindet sich das Grant Wood Archiv im Figge Art Museum.